# Víctor Manuel Cárdenas Morales
Victor Manuel Cárdenas Morales (5 de julio de 1952-6 de agosto de 2017) fue un escritor y poeta mexicano. Nació en Colima. Del año 2000 al 2007 fue director de la Revista Tierra Adentro. Ha obtenido en 1980 el Premio Nacional de Poesía Tuchtlán; en 1981 el Premio de Poesía Joven y en 2007 el Premio Nacional de Poesía Ramón López Velarde. Falleció el 6 de agosto de 2017 a causa de un derrame cerebral.

## Libros
- Voces y canciones (UNAM, 1983)
- Primer libro de crónicas (Katún, 1983)
- Peces y otras cicatrices (UAM, 1984)
- Zona de tolerancia (Universidad de Colima, 1989)
- Ahora llegan aviones (Coordinación Nacional de Descentralización, 1994)
- Fiel a la tierra (Instituto Colimense de Cultura, 1995)
- Poemas para no dejar el cigarro (UNAM, 1995)
- Crónicas de Caxitlán (Ediciones Toque, 1995)
- El mundo era un prodigio con Luis Armenta Malpica y Mario González. (UNAM, 1998)
- Del Cuaderno de Viaje (Praxis, 1999)
- Grandeza de los destellos (Universidad de Colima, 2003)
- Micaela (UAZ, 2008)

## Premios
- Premio Nacional de Poesía Tuchtlán (1980).
- Premio de Poesía Joven (1981).
- Premio Nacional de Poesía Ramón López Velarde (2007).